# Palais Starhemberg (Dorotheergasse)

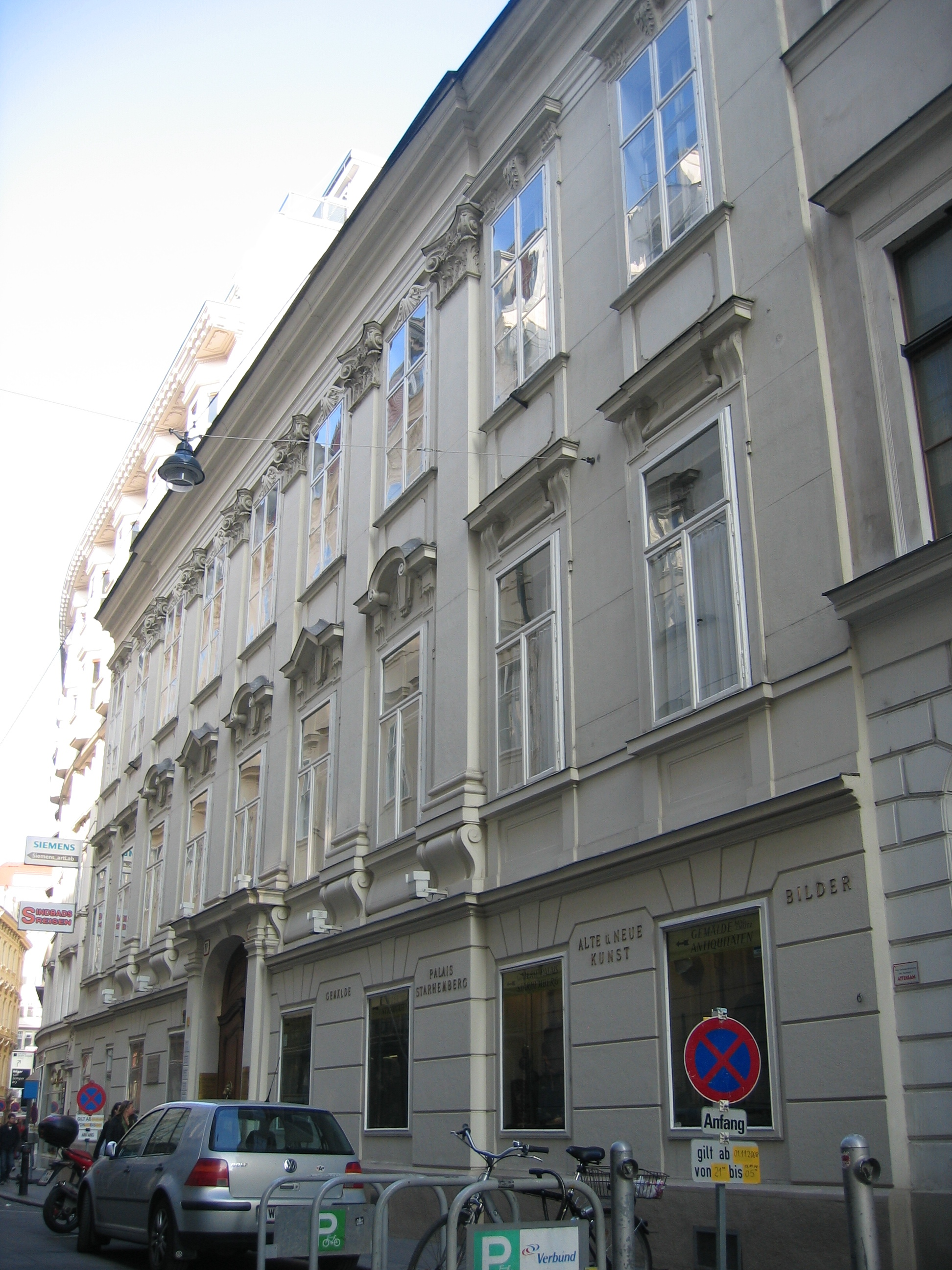
Palais Starhemberg an der Dorotheergasse

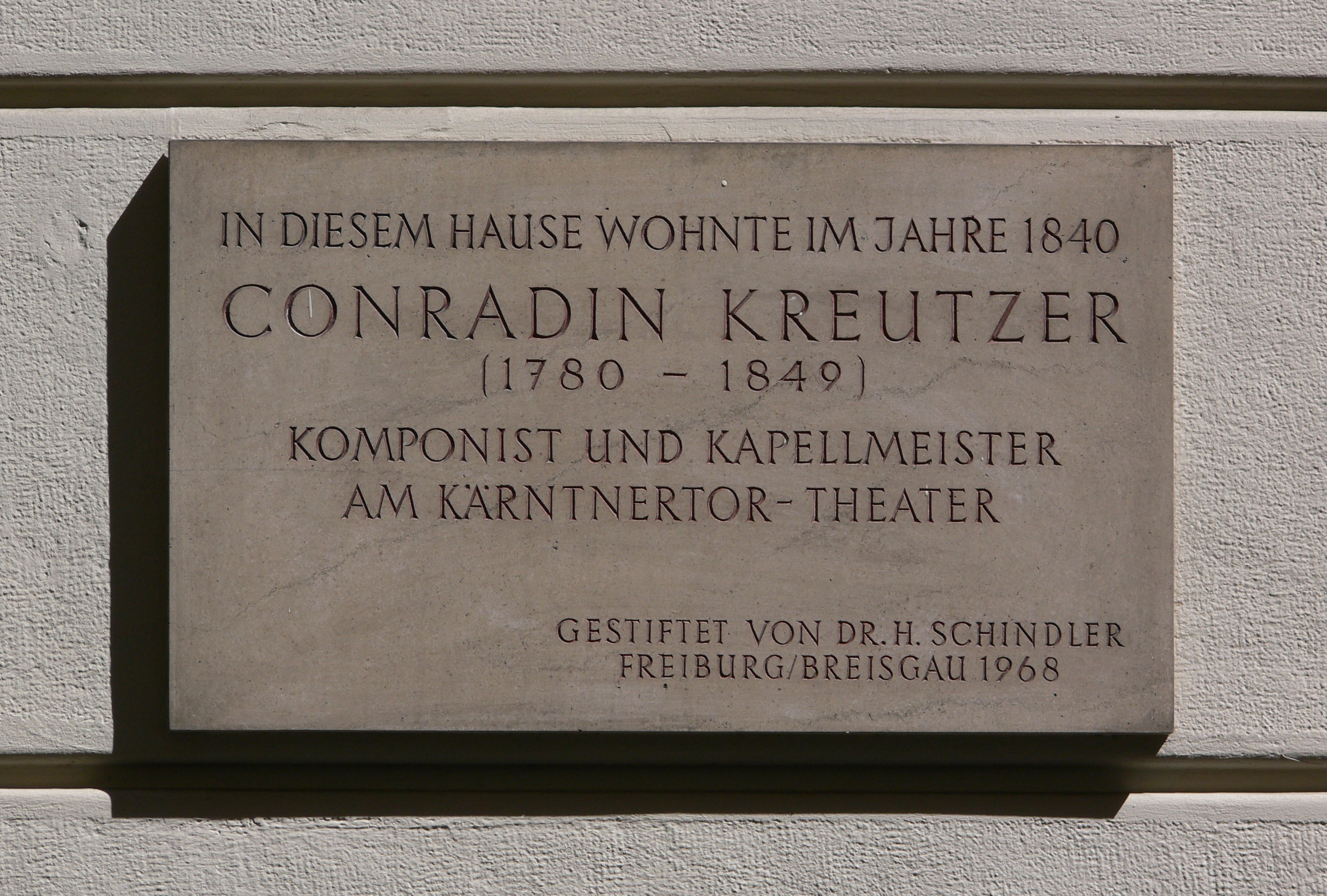
Gedenktafel für Conradin Kreutzer

Das Palais Starhemberg an der Dorotheergasse ist ein Palais im 1. Wiener Gemeindebezirk Innere Stadt.

## Geschichte
Das ursprünglich frühbarocke Anwesen war im Laufe des 17. Jahrhunderts im Besitz verschiedener Adelsgeschlechter. Von der Familie Pollhaim als ursprünglichem Auftraggeber und Erstbesitzer ging es bald an die Familie Trauttmansdorff und im Jahre 1684 an Ferdinand Graf von Rueber über. Ab dem Jahre 1702 war es zunächst unter Maria Josepha Gräfin Starhemberg im Familienbesitz der Starhemberger. Zu dieser Zeit wurde das frühbarocke Palais im hochbarocken Stil durch den Architekten Matthias Steinl umgebaut.
Noch im Laufe des 18. Jahrhunderts veräußerten es die Starhemberger an Andreas Gottlieb von Thom, der kleinere Renovierungsarbeiten vornehmen ließ. Ab 1826 war das Anwesen in bürgerlichem Besitz. Unter dem Besitzer Alexander Markgraf Pallavicini wurden im Jahre 1896 durch Fritz Rumpelmayer umfangreiche Erneuerungen durchgeführt. 1935 kam das Palais in den Besitz der Steiermärkischen Sparkasse in Graz. Heute ist es in Privatbesitz und beherbergt unter anderem das Privatambulatorium Dorotheergasse.
Eine Gedenktafel an dem Palais suggeriert, dass in ihm 1840 auch der Komponist Conradin Kreutzer gewohnt habe. Kreutzer wohnte jedoch in dieser Gegend nur im nahegelegenen Bürgerspital.